# Янбак
Янбак (баш. Янбаҡ) — деревня в Караидельском районе Республики Башкортостан Российской Федерации. Входит в состав Кирзинского сельсовета.

## География

### Географическое положение
Расстояние до:
- районного центра (Караидель): 67 км,
- центра сельсовета (Кирзя): 8 км,
- ближайшей ж/д станции (Щучье Озеро): 142 км.

## Население
| 2002 | 2009 | 2010 |
| ---- | ---- | ---- |
| 121  | ↘91  | ↘66  |

Национальный состав
Согласно переписи 2002 года, преобладающая национальность — башкиры (64 %).